# Kiko Ledgard
Enrique Rodolfo Ledgard Jiménez (Lima, 28 de noviembre de 1918-Madrid, 23 de octubre de 1995) fue un presentador de televisión y actor de cine peruano, que gozó de gran popularidad. Especialmente por los programas televisivos Haga negocio con Kiko, en Perú, y Un, dos, tres... responda otra vez, en España. Los cuales tuvieron un gran número de espectadores y fueron emulados por muchos otros programas televisivos en años posteriores en el mundo entero.

## Biografía
Kiko fue el cuarto de seis hermanos. Su padre, Carlos Ledgard Neuhaus, era presidente del Banco Alemán, cónsul honorario de Alemania en Lima y posteriormente embajador del Perú en Argentina. Su madre fue María Jiménez Correa. Kiko en su juventud combinaba sus facultades de artista con la de deportista.
Hombre polifacético, inicialmente trabajó en la aerolínea BOAC —actualmente British Airways— y posteriormente en el área de ventas de la filial peruana de IBM. A finales de los cuarenta, llegó a ser campeón de boxeo en su país con el sobrenombre de Rodolfo Jiménez. Durante la década de los cincuenta, fue ejecutivo de la agencia de publicidad McCann Erickson, actividad que le permitió debutar como locutor comercial en radio. Luego, el 1 de septiembre de 1959, ingresó a la televisión y condujo el programa La pareja 6, en América Televisión, donde se ponía a prueba cuánto se conocían las parejas que asistían al espectáculo. Poco después, el programa se convirtió en La familia 6. En 1965, Ledgard pasó a Panamericana Televisión, donde condujo consecutivamente Villa Twist y Un juego para dos. Pero fue con el exitoso programa concurso Haga negocio con Kiko con el que alcanzó la fama absoluta y el triunfo en su país. Paralelamente, también incursionó en el cine con la película peruana El embajador y yo, de la que fue protagonista y productor.
Debido a la crisis que afrontó el Perú a inicios de la década de los setenta, bajo la dictadura militar del general Juan Velasco Alvarado, Kiko decidió emigrar a España, con su extensa familia —esposa y once hijos—. Se trasladó entonces a Madrid, donde debutó en Televisión Española en el programa infantil Hoy también es fiesta (1971-1972).
La gran popularidad en España le llegó a Kiko un año después, cuando logró vender su idea de un programa estelar basado en Haga negocio con Kiko a Chicho Ibáñez Serrador, una persona con los contactos necesarios para que el canal estatal de España lo pusiera en su programación. Un, dos, tres... responda otra vez fue un programa que rompió con muchos cánones preestablecidos, pues, por primera vez en España, aparecían modelos en minifaldas y se ponía en juego mucho dinero. La imagen de Kiko con un fajo de billetes en la mano fue legendaria y aún perdura en la memoria de muchos televidentes españoles que disfrutaron de aquel programa. Kiko se hizo cargo del Un, dos, tres... responda otra vez en sus dos primeras etapas —de 1972-1974 y de 1976-1978—. Su paso por este programa le valió la concesión de dos TP de Oro: en 1972 como mejor presentador y en 1976 como personaje más popular. Más tarde presentó sendas secciones de concursos en Todo es posible en domingo (1974) y 300 millones (1979). Igualmente, presentó algunas de las galas del V Festival de la Canción Infantil de TVE (1973), ocupándose también de su guion.
Esta fama dio lugar a un dramático hecho cuando su suegra fue secuestrada en Madrid por un amigo de la familia que exigió un rescate y luego la asesinó.
En 1981, cuando el presentador posaba para unas fotos durante una conferencia de prensa en un hotel de Lima, en la cual anunciaba su regreso a la televisión peruana por la cadena América Televisión, resbaló y cayó desde el segundo piso. Sufriendo un gravísimo golpe en la cabeza y, desde entonces, a pesar de sobrevivir a la caída, su salud se vio seriamente afectada. Cuando ya parecía que no volvería a trabajar, reapareció en el verano de 1984, acompañado de Dely Huelva, en un programa llamado Superstar. Aparece levantándose de entre el público y se sorprende de que haya vuelto a la televisión e incluso se plantea si se acuerdan de él.
Falleció en Madrid, catorce años más tarde, a la edad de setenta y seis años, a causa de un infarto agudo de miocardio. Kiko sigue siendo una de las figuras más recordadas y queridas de la televisión peruana y española.

## Filmografía como actor
- Estoy hecho un chaval (1977)
- Dormir y ligar: todo es empezar (1974)
- Terror en la Selva (1968)
- El embajador y yo (1966)